# Гарсия, Марсиу
Ма́рсиу Гарси́я Машаду (порт. Márcio Garcia Machado, род. 17 апреля 1970) — бразильский актёр, телеведущий, кинорежиссёр.

## Биография
Марсиу Гарсия — спортивный юноша с атлетичной внешностью при росте в 191 сантиметров — начал свою карьеру фотомодели по приглашению Сержиу Маттоса из агентства «Элит». В 1994 году снялся в своём первом телесериале «Тропиканка», известном и российскому телезрителю. В телесериалах девяностых годов играл роли положительных героев, а в 2003 году исполнил первую отрицательную роль в карьере — Маркуса Ранжела в сериале «Знаменитость». Многие бразильянки завидовали его партнёрше по телесериалу актрисе Клаудии Абреу и мечтали чтоб его герой тоже называл их «собакой». 
 Сам Марсиу поначалу не был доволен своей ролью: он боялся испортить свой положительный имидж среди детской аудитории, сложившийся в период, когда он был телеведущим шоу «Бесхитростный народец». 
 В 2005 г. перешел с канала «Глобу» на конкурирующий «Рекорд», где до весны 2008 г. вёл популярное ток-шоу «Лучшее Бразилии», принимал участие в нескольких сериалах этого канала. В 2008 году он отказался продлить свой контракт с «Рекорд» и вернулся на телеканал «Глобу», приняв предложении сценаристки Глории Перес исполнить главную роль в телесериале «Дороги Индии». 

## Личная жизнь
Гарсия женат с 2003 г. на модели Андреа Санта Роса, у них трое детей.

## Избранная фильмография
- (2015)  — Дуэль — Жорж Надро (Georges Nadreau)
- (2013) — Любовь к жизни — Гуто
- (2009) — Дороги Индии — Бахуан
- (2008) — Кармо — Диамантину дус Анжус
- (2006) — Противоположные жизни — Аленкар
- (2005) — Доказательство любви — Паулу
- (2005) — Мандрейк — Роналду
- (2003) — Шуша Абракадабра — Матеус
- (2003) — Слава — Маркус Ранжел
- (1999) — Воздушные замки — Арналду Сан-Марину
- (1997) — Жестокий ангел — Луис Карлус
- (1996) — Мой ангел — Нанду Монтеррей
- (1996) — Гуарани — Пери
- (1995) — Орёл и решка — Жига
- (1994) — Тропиканка — Кассиану